# إيماج ماجيك
إيماج ماجيك (بالإنجليزية: ImageMagick)‏ عبارة عن مجموعة برامج مجانية و مفتوحة المصدر عبر الأنظمة الأساسية لعرض وإنشاء وتحويل وتعديل وتحرير الصور النقطية. تم إنشاؤه في عام 1987 بواسطة John Cristy، ويمكنه قراءة وكتابة أكثر من 200 تنسيق لملفات الصور. يتم استخدامه ومكوناته على نطاق واسع في التطبيقات مفتوحة المصدر.
تم إنشاء ImageMagick في عام 1987 بواسطة John Cristy عند العمل في DuPont، لتحويل صور 24 بت (16 مليون لون) إلى صور 8 بت (256 لونًا)، بحيث يمكن عرضها على معظم الشاشات في ذلك الوقت. تم إصداره مجانًا في عام 1990 عندما وافقت شركة DuPont على نقل حقوق الطبع والنشر إلى ImageMagick Studio LLC، التي لا تزال حاليًا منظمة مشرف المشروع.

## وصلات خارجية
- الموقع الرسمي